# Maxima debetur puero reverentia
 Maxima debetur puero reverentia  лат. (изговор: максима дебетур пуеро реверенција). Највеће поштовање дугује се дјетету. (Јувенал)

## Поријекло изреке
Изрекао велики римски пјесник и сатиричар Јувенал у смјени првог у други вијек нове ере.

## Тумачење
Дијете је будућност, старост прошлост. Зато се дијете  мора уважити више него одрастао човјек.  Само таква инвестиција се може добрим вратити и дјетету, и оном ко се њиме бави и покољењима.